# Сантиссима-Тринита-аль-Монте-Пинчо (титулярная церковь)
Титулярная церковь Сантиссима-Тринита-аль-Монте-Пинчо (лат. Titulus Sanctissimæ Trinitatis in Monte Pincio) — титулярная церковь была создана Папой Сикстом V 13 апреля 1587 года апостольской конституцией Religiosa. Титул принадлежит церкви Сантиссима-Тринита-дей-Монти, построенной в XVI веке, расположенной в районе Рима Кампо-Марцио, на одноимённой площади на северной оконечности Квиринальского холма, близ холма Пинчио, от церкви берёт начало знаменитая Испанская лестницана площади Испании. Традиционно, с конца XVIII века постоянно, титул церкви даруется французским кардиналам, потому что церковь Пресвятой Троицы на холме Пинчио является национальной церковью французов в Риме.

## Список кардиналов-священников титулярной церкви Сантиссима-Тринита-аль-Монте-Пинчо
- Шарль Лотарингский — (20 апреля — 30 октября 1587, до смерти);
- Франсуа де Жуайез, — (11 декабря 1587 — 27 апреля 1594, назначен кардиналом-священником Сан-Пьетро-ин-Винколи);
  - вакантно (1594 — 1626);
- Дени-Симон де Маркемон — (9 февраля — 16 сентября 1626, до смерти);
  - вакантно (1626 — 1635);
- Альфонс-Луи дю Плесси де Ришельё, O.Carth. — (4 июня 1635 — 24 марта 1653, до смерти);
- Антонио Барберини младший — (21 июля 1653 — 11 октября 1655, назначен кардиналом-епископом Фраскати);
- Джироламо Гримальди-Каваллерони — (11 октября 1655 — 28 января 1675, назначен кардиналом-епископом Альбано);
- Сезар д’Эстре — (28 января 1675 — 15 сентября 1698, назначен кардиналом-епископом Альбано);
- Пьер-Арман дю Камбу де Куален — (30 марта 1700 — 5 февраля 1706, до смерти);
- Жозеф-Эмманюэль де Ла Тремуй — (25 июня 1706 — 10 января 1720, до смерти);
- Арман Гастон Максимильен де Роган-Субиз — (16 июня 1721 — 16 июля 1749, до смерти);
  - вакантно (1749 — 1753);
- Клементе Арженвилльерс — (10 декабря 1753 — 23 декабря 1758, до смерти);
- Пьетро Джироламо Гульельми — (19 ноября 1759 — 15 ноября 1773, до смерти);
- Бернардино Жиро — (20 декабря 1773 — 5 мая 1782, до смерти);
  - вакантно (1782 — 1785);
- Джованни Де Грегорио (11 апреля 1785 - 11 июля 1791, до смерти);
  - вакантно (1791 — 1794);
- Жан-Сифрен Мори — (12 сентября 1794 — 10 мая 1817, до смерти);
  - вакантно (1817 — 1823);
- Анн-Антуан-Жюль де Клермон-Тоннер — (24 ноября 1823 — 21 февраля 1830, до смерти);
- Луи-Франсуа-Огюст де Роган-Шабо — (28 февраля 1831 — 8 февраля 1833, до смерти);
- Жоакен-Жан-Ксавье д’Изоар — (15 апреля 1833 — 7 октября 1839, до смерти);
  - вакантно (1839 — 1842);
- Луи-Жак-Морис де Бональд — (23 мая 1842 — 25 февраля 1870, до смерти);
  - вакантно (1870 — 1874);
- Рене-Франсуа Ренье — (4 мая 1874 — 3 января 1881, до смерти);
  - вакантно (1881 — 1884);
- Луи-Мари-Жозеф-Озёб Каверо — (24 марта 1884 — 23 января 1887, до смерти);
- Виктор-Феликс Бернаду — (17 марта 1887 — 15 ноября 1891, до смерти);
- Гийом-Рене Меньян — (15 июня 1893 — 20 января 1896, до смерти);
- Жан-Пьер Буайе — (25 июня — 16 декабря 1896, до смерти);
- Пьер-Эктор Кулье — (24 марта 1898 — 12 сентября 1912, до смерти);
- Эктор Севен — (28 мая 1914 — 4 мая 1916, до смерти);
- Луи-Жозеф Морен — (7 декабря 1916 — 16 ноября 1936, до смерти);
- Пьер-Мари Жерлье — (16 декабря 1937 — 17 января 1965, до смерти);
- Жан-Мари Вийо — (25 февраля 1965 — 12 декабря 1974, назначен кардиналом-епископом Фраскати);
- Александр-Шарль Ренар — (24 мая 1976 — 8 октября 1983, до смерти);
- Альбер Декуртре — (25 мая 1985 — 16 сентября 1994, до смерти);
- Пьер-Этьен-Луи Эйт — (26 ноября 1994 — 11 июня 2001, до смерти);
- Луи-Мари Бийе — (22 июля 2001 — 12 марта 2002, до смерти);
- Филипп Барбарен — (21 октября 2003 — по настоящее время).